# 더 체어
《더 체어》(영어: The Chair)는 2021년 넷플릭스에서 방영된 미국 코미디 드라마이다. 배우 어맨다 피트가 기획했고 샌드라 오, 제이 듀플래스, 밥 밸러밴이 출연한다. 2021년 8월 20일 공개되었다.

## 시놉시스
명문 펨브로크 대학에서 비백인 여성 최초의 학과장이 취임하면서 벌어지는 소동을 다룬 드라마.

## 출연진

### 주연
- 샌드라 오 - 김지윤
- 제이 듀플래스 - 빌 도브슨
- 밥 밸러밴 - 엘리엇 렌츠
- 나나 멘사 - 야즈 매케이
- 에벌리 카거닐라 - 김주희 / 주주
- 데이비드 모스 - 폴 라슨 학장
- 홀랜드 테일러 - 조앤 햄블링

### 조연
- 지 리 - 하비
- 론 크로퍼드 - 맥헤일 교수
- 엘라 루빈 - 대프나
- 맬러리 로 - 릴라
- 조던 타이슨 - 캐프리
- 마샤 디보니스 - 로리
- 밥 스티븐슨 - IT 청년
- 클리프 체임벌린 - 로니

### 단역 출연
- 데이비드 듀코브니 - 본인

## 에피소드
모든 에피소드는 2021년 8월 20일에 공개되었다.
| 회차 | 제목                                | 감독                 | 각본                            | 분량 |
| ---- | ----------------------------------- | -------------------- | ------------------------------- | ---- |
| 1    | "대단한 실수" "Brilliant Mistake"   | 대니얼 그레이 로니노 | 어맨다 피트, 애니 줄리아 와이먼 | 30분 |
| 2    | "교직원 파티" "The Faculty Party"   | 대니얼 그레이 로니노 | 어맨다 피트, 리처드 E. 로빈스   | 30분 |
| 3    | "학생들 앞에서" "The Town Hall"     | 대니얼 그레이 로니노 | 어맨다 피트, 애니 줄리아 와이먼 | 30분 |
| 4    | "빌을 지켜라" "Don't Kill Bill"     | 대니얼 그레이 로니노 | 리처드 E. 로빈스                | 30분 |
| 5    | "막차일지도" "The Last Bus in Town" | 대니얼 그레이 로니노 | 제니퍼 김                       | 30분 |
| 6    | "학과장" "The Chair"                | 대니얼 그레이 로니노 | 앤드리아 트로이어               | 30분 |